# 狂った果実 (ゲーム)
『狂った果実』（くるったかじつ）は、1992年5月1日にフェアリーテールより発売されたアダルトゲーム。2025年5月30日には、復刻版がBEEPより発売予定。
ゲームシステムはオーソドックスなコマンド総当たりの一本道アドベンチャーゲームであるが、まったく救いの無いシナリオと惨殺死体すら描かれる凄惨なグラフィックで注目を集め、後年にはプレイヤーにトラウマを植えつけた「鬱ゲー」としても知られるようになった。
キャラクターデザイン・原画は畑まさし。

## あらすじ
私立帝都美術大学3年生の主人公・狩野哲は、ある日ゼミ仲間かつ友人・江戸大門との約束もあって恩師の教授・月島龍像宅でのガーデンパーティーに渋々出席した際、龍像の次女である秋美と三女の美夏に出会う。まもなく美夏に懐かれたことから、哲は龍像に彼女の家庭教師を依頼される。哲に着目した秋美は美夏に辛く当たると、哲を強引に2階の自室へ連れ込み、自慢げに月島家の内情を話し始めた。さらに秋美はドアを施錠し、階下に人々が居るにもかかわらず哲をセックスへ誘おうとバルコニーで色目を使う。だが、その際に身を任せた手摺は外れてしまい、バランスを崩した秋美は転落していく。階下は先ほどまで哲たちが居たガーデンパーティー会場であり、秋美の転落先には燭台が置かれていた。次の瞬間、轟音と悲鳴が会場に響き渡る。客人や関係者の眼前には、燭台が腹に串刺しとなって事切れた秋美が横たわっていた。
哲は秋美殺人事件の容疑者とみなされ、警察に拘留されてしまうが、証拠不十分としてすぐに釈放される。数日後、龍像がメイドの兵頭真紀と美夏を残して外泊に出た月島邸を訪れた哲は、事件に恐怖する真紀の誘惑に欲情し、彼女の自室にて肉体関係を結ぶが、真紀は哲の朝帰りを経た翌日に庭のゴミ焼却炉から半ば白骨化した焼死体となって発見される。現場検証の結果、真紀の両手は全身の肉を焼き尽くされるほどの熱さに苦しむあまり炉内を激しく引っ掻いたことにより、すべての爪が剥がれ落ちていた。
それと前後し、朝帰り後に真紀を夢で見ながら眠っていた哲は恋人の高瀬成子に起こされてまもなく警察に真紀の件で再び拘留されてしまうが、成子の親類による協力で釈放され、成子と共に犯人を追う。数日後、大学に戻った哲はゼミ仲間の堀内育子から、大門が死んだことや龍像も大学に来ていないことを聞かされる。哲は月島邸へ行くが龍像には会えず、元恋人の鵜野森圭子から情報を得ようと一夜を共にする。翌日、哲を見送った圭子は室内に置いてあった青酸カリ入りのワインを飲んでしまい、死に至る。同日、龍像は自宅で連続殺人事件の犯人であることを自白する遺書を残し、首吊り自殺を遂げる。また、龍像の遺志により、美夏は生母のフランス人女性に引き取られるまでは異母姉の美鈴のもとへ預けられることとなる。遺書の内容を疑った成子は月島邸へ向かい、美夏が真犯人であることを確信する。同じ頃、哲も確信に至って自らの鈍感さを責めながら愛車で月島邸へ向かうが、飛び出してきた美夏の愛犬のシェリルを轢いてしまった結果、愛車が大破して自身も左眼を失明する重傷を負う。辛くも月島邸の敷地内へたどり着いた哲は、何者かによって貯水槽にて溺死させられた成子の遺体を目の当たりにし、絶叫する。
翌日、哲は空港にてフランス行き便の搭乗口に向かう美夏とすれ違いざま、彼女に復讐を誓う言葉をかける。それを美夏が一笑に付し、フランス人形を手に着席するところで、物語は幕を閉じる。

## 登場人物
狩野 哲
私立帝都美術大学の3年生であり、主人公。成子とは恋人同士。アルファロメオを愛車とするイケメンであるうえ、大学内でも秋美曰く「トップクラスの良い男」として有名であるが、彼女のような高圧的なタイプ以外の女性には流されやすい性格をしており、性欲や精力も旺盛であるため、作中では成子以外の美女たちとも肉体関係を結んでしまう。
月島邸でのガーデンパーティーに出席した際、美夏に懐かれたことから龍像に彼女の家庭教師を依頼され、それを引き受けたことがきっかけで連続殺人事件に巻き込まれていく。
高瀬 成子
哲の恋人で、哲とは別の大学へ通っている。警察にも顔が利くほどの権力を持つ親の家庭で育った身であるが、自身は哲の性格に呆れつつも彼を支える慈愛的な性格をしている。愛猫のサマンサとは大の仲良し。将来の夢は刑事であり、明晰な頭脳を活かして心理学科を専攻したのもそのためである。そういった才色兼備である一方、水泳だけは不得手でまったく泳げない。
物語終盤では哲よりも早く真相を悟り、彼に先行して月島邸にて美夏と対峙するが、まもなく敷地内の貯水槽にて溺死させられた遺体と化し、哲に発見される。また、それに先んじてサマンサも電子レンジで惨死させられることとなる。
月島 秋美
月島家の次女。一応、私立帝都美術大学に在籍中の身であるが、真面目に通っている様子は無い。非常に傲慢な性格をしており、余所者のことはもちろん、異母妹である美夏のことも何かと因縁をつけては虐げている。貞操観念も非常に希薄であり、自らの美貌と龍像の財力を餌にした男漁りを盛んに行っている。自宅ガーデンパーティーの際にも、それまで面識の無かった哲を興味だけでセックスへ誘おうと色目を使うが、身を任せた自室バルコニーの手摺のネジが何者かによって外されていたために転落し、その先に置かれていた燭台が腹に串刺しとなって死亡する。
兵頭 真紀
龍像の遠戚の若い女性。花嫁修業の一環として、月島宅の住み込みメイドを普通の清楚な私服にエプロン姿で務めている。気さくな性格をしており、哲とは同年代という理由からもすぐに打ち解ける。秋美の死後には事件への恐怖からも自室にて哲を誘惑して肉体関係を結ぶうえ、ピロートーク時にはドアを施錠し忘れていたことに気づくも翌朝近くまでさらなるセックスに耽るほど夢中になるが、彼の帰宅からまもない日中には庭のゴミ焼却炉にてすべての爪が剥がれ落ちた白骨に近い焼死体と化し、発見される。
鵜野森 圭子
哲の元恋人であり、今は育子とも良友として接している、マンション住まいの美女。やや小悪魔的な性格をしており、チャイナドレスとワインを好む。行き過ぎた言動が災いして哲に距離を置かれてしまった身であるが、内心では彼への未練をまだ持ち続けている。哲が情報を得ようと自宅を訪れた際には交換条件として久々に一夜を共にするが、翌日には彼を見送った後の室内に置いてあった青酸カリ入りのワインを飲んでしまい、死に至る。
月島 龍像
私立帝都美術大学の教授であり、哲の恩師の1人。著名人たちにも顔が広い。妻はすでに故人。娘たちにとっては月島宅の主であり、良き父でもある。秋美の死亡事件などによる重圧から心を病んだあげく、連続殺人事件の犯人であることを自白する遺書を残し、首吊り自殺してしまう。なお、遺書には哲への依頼として、美夏の生母が美夏を迎えに来るまでの面倒見も記されていた。
江戸 大門
哲の友人。また、秋美とは短期間ながら交際していた時期を持つ。育子と共に月島邸のガーデンパーティーに出席するが、秋美の死亡事件以降は行方不明になるうえ、哲が容疑者と見なされて警察に拘留されていた間、何者かによって殺害されてしまう。なお、その直前には何者かを脅迫していたことが示唆されている。
堀内 育子
龍像のゼミ受講生であり、哲のゼミ仲間にあたる。明るく元気な性格。美人というよりは童顔で可愛らしい容姿の持ち主。大門と共に、月島邸のガーデンパーティーに出席する。
鈴木 鋭一
大門のゼミ仲間。あだ名は「丼ちゃん」。太い体型の食いしん坊であり、いつも私立帝都美術大学の食堂にてカレーライスを食べている。
月島 美鈴
月島家の長女。余所へ嫁いだ既婚者であり、現在の名字は不明。秋美とは対照的に淑やかな雰囲気の美人。物語序盤では月島邸へ帰ってガーデンパーティーに参加しており、物語後半では一時的に美夏を引き取ろうと申し出る。
月島 美夏
月島家の三女。10歳。儚い雰囲気を漂わせ、手にしたフランス人形と同様の碧眼が特徴の美少女。姉たちとは違ってフランス人の母を持つ異母妹であり、家中で唯一心を許せる相手は愛犬のシェリルのみ。実は義務教育レベルを超越した頭脳の持ち主でもあり、すでに大学レベルの物理学も理解している。それらに加え、姉たちよりも華奢な身体には見合わないほど強靭な腕力すら秘めている。
普段は絵を描くことを好む無邪気さを見せるが、哲に興味を持ったことから事件の幕が開け、その裏側で内に秘めた異常性を覗かせていく。物語終盤にはシェリルが自らの轢死と引き換えに哲の左眼を失明させることとなるほか、自身はまったく報道されていない成子たちの殺害状況を手口まで描いたスケッチブックを手にするなど、彼女たちを殺害した真犯人であることが示唆されている。

## 開発
当初は1991年10月発売を予定しており、「『殺しのドレス2』に続くコマンド選択式のサスペンスAVG」と称されてシナリオを注目された本作は、セックスシーンのCGも「美少女ゲームでおなじみのフェアリーテールだけに、♡なシーンも盛りだくさん」と称されてアダルトゲームなりに描写されたものになるはずであった。まもなく、同年後半に関係各誌で公開された哲とヒロインたちとのセックスシーンでは2人の裸体が交わる様子が明確に描写されていたが、その直後の11月25日に発生した沙織事件を重く受け止めた開発陣はただちに該当CGから哲の全身を消去したほか、ヒロインたちの性器が画面内へ映り込まないようにトリミング修正を施す。その結果、翌年に発売された製品版では、無難なCGばかりとなっている。
沙織事件の影響による急なCG処理は本作以外にも行われており、『XIX［ギゼ!］』などは事件発生前の1991年11月22日に発売されたPC98版に対し、事件発生後に急な延期を経て12月28日に発売されたMSX版など後発の版では、セックスシーンの結合部にPC98版では存在していなかった場違いな布が覆い被さるなど、不自然な描き加え処理が施されている。

## 反響・評価
権利元であるF&Cの広報担当者によると、本作は（概念が確立されていなかった）ヤンデレや鬱ゲーの先駆者として、当時のユーザーに衝撃を与えたという。
ゲームメディア『電ファミニコゲーマー』（マレ）では、「アドベンチャーゲームとしてゲームデザインなどの評価が高いわけではないが、その非常に猟奇的で救いのないシナリオは一部のプレイヤーに強いインパクトを与えた。」と述べられている。また、RTA動画投稿者のbiimは、本作のUIを参考に自身の動画の画面を構成したと、同メディアによるインタビューに答えている。

## 復刻版
2024年12月27日、BEEPの「美少女ゲーム復刻プロジェクト」の第2作として、2025年春に本作の復刻版が発売予定であることが発表される。対応機種およびメディアは、X68000 Z（SDカード）とX68000（5インチFD）のほか、Windowsも予定されている。

### 背景
BEEPはレトロゲーム専門店を本業としており、MS-DOS時代のアダルトゲームは入手が困難になりつつあると感じていた。とりわけ本作はリメイクや他機種（MS-DOS以後のOSやコンシューマ機など）への移植実績がないため、「美少女ゲーム復刻プロジェクト」が立ち上げられた。メインターゲットはこのような作品に親しんでいたであろう40代後半から50代が想定された一方、レトロゲームの実況配信が人気を集めていたことから、若いユーザーの取り込みも想定されていた。
オリジナル版はコンピュータソフトウェア倫理機構(以下：ソフ倫)設立前に発売された作品であるものの、権利元であるF&Cはソフ倫に加盟している都合上、同機構の審査を通す予定であると、「美少女ゲーム復刻プロジェクト」のスタッフはアダルトゲーム雑誌『BugBug』2025年3月号（辰巳出版）のインタビューの中で明かしている。